# Glossogobius hoesei
Glossogobius hoesei é uma espécie de peixe da família Gobiidae.
É endémica da da Nova Guiné Ocidental na Indonésia.